# ワッラーダ
ワッラーダ・ビン・アル=ムスタクフィー（英語:Wallāda bint al-Mustakfi、アラビア語:ولادة بنت المستكفي、994年 - 1091年）は、アンダルスのウマイヤ朝・ムハンマド3世の王女で、女流詩人としても知られている。

## 人物
父親は家臣の裏切りで殺害されたが、彼女はその身分と美貌と才知で人々に尊敬された。熱情的で優しさを備え、気さくな身のこなしを好んでヴェールを嫌った。髪は赤毛がかった金髪、肌は白く、瞳は青だった。
ワッラーダ自身も詩人であり、自作の詩を服に刺繍していた。コルドバに大規模な文学・芸術サロンを構築し、多くの詩人や芸術家を保護して11世紀アンダルシアの文化の興隆に務めた。コルドバの彼女の邸宅では、詩人や散文家たちが競い合ったという。当時最高の詩人と言われたイブン・ザイドゥーン（アブル・ワリード）は彼女を称える詩を贈呈し、イブン＝ザイドゥーンと彼女の恋物語が多くの相聞歌として残されている。
彼女は女性に向けて愛を歌った詩をも書いたことで知られている。